# Cuarteto de cuerdas Op. 28 (Webern)
El cuarteto de cuerdas, Op. 28 del compositor austríaco Anton Webern está compuesto para un Cuarteto de cuerdas estándar para dos violines , viola y chelo. Es una composición dodecafónica. Fue la última pieza de música de cámara que escribió Webern (sus otras últimas obras incluyen dos cantatas Op. 29/31 y Variaciones para orquesta, Op. 30). Cuando Webern le envió la partitura a Elizabeth Sprague Coolidge (pianista y mecenas estadounidense), la acompañó con una carta que decía que la pieza era "puramente lírica" y la comparaba con las sonatas para piano de dos y tres movimientos de Ludwig van Beethoven .

## Cronología
Planeada en noviembre del 1936, fue estrenada en el Coolidge Festival en Pittsfield, Massachusetts el 22 de septiembre de 1938. La pieza fue publicada por primera vez en 1939 por Boosey & Hawkes. En 1955 apareció otra edición de Universal Edition

## Movimientos
Consta de tres movimientos:

### I. Mässig (moderadamente)
Variaciones

### II. Gemächlich (scherzo)
Posee forma ternaria (ABA). Su textura es un doble canon inverso (es inverso puesto que los intervalos cambian la direccionalidad, en vez de ir hacia arriba irán hacia abajo y viceversa) estricto aun así funciona como una estructura homofónica. Webern omite algunas notas de las series para evitar la polarización y el resalte de dichas alturas. Las series se concatenan de a 4 notas (comparten 4 notas). Como se muestra abajo, las series no cambian de instrumentos:

#### Canon 1
```
Violín 1
 RO6 (I7) - RO 11 (I10) - RO3 (I2)
```

```
       
Viola
 RO11 (I10) - RO3 (I2) - RO6 (I7)
```

#### Canon 2
```
             
Violín 2
 O11 (RI10) - O6 (RI7) - O3 (RI2)
```

```
                      
Violonchelo
 O6 (RI7) - O3 (RI2) - O11 (RI10)
```

### III. Sehr fliessend (muy fluido)
Rondó. Un movimiento con numerosos cambios en la textura. En una carta a Erwin Stein, Webern describió la parte media de este movimiento como una fuga.

## Series
La serie madre u original 1 utilizada por Webern para esta obra es la siguiente:

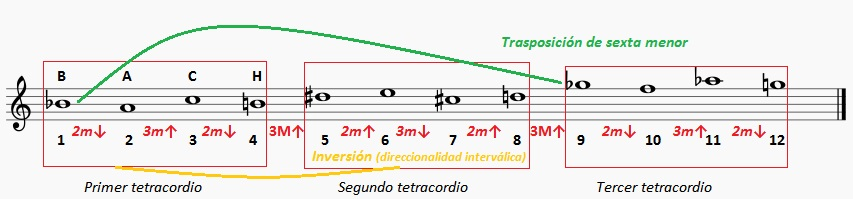

### Características de la serie original 1

#### Posee 3 tetracordios
- El 1.er tetracordio es el motivo Bach pasando las notas a su correspondiente cifrado en letras.

- El 2.do tetracordio es la inversión del 1.ero.

- El 3.er tetracordio está a una distancia de 6.ta menor del 1.ro, es su trasposición, poseen la misma interválica.
- Su inversión es equivalente a su retrógrado.

#### Es una serie simétrica
La serie, al ser simétrica, tendrá como fruto solo 24 series en vez de las 48 que emanan las series dodecafónicas no simétricas. Valga la redundancia, el eje de simetría se encuentra en la tercera menor descendente entre las notras 6 y 7 de la serie, es decir, entre las notas mi natural y do sostenido. Por otra parte, no confundir con el tipo de simetría de otras series simétricas que también utiliza Webern como, por ejemplo, la de la Sinfonía Op. 21. Dicha serie presenta tritonos equidistantes entre las notas que van del centro a los extremos, aquí no es el caso.

## Matriz de la serie
De la antedicha serie original 1 del Op. 28 de Webern, se genera la siguiente matriz dodecafónica, aquí en cifrado anglosajón:

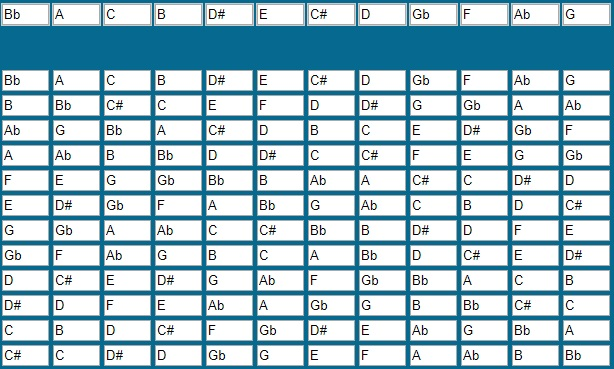
La serie apartada de arriba es la original 1